# Productora audiovisual
Una productora audiovisual (también conocida como compañía productora, casa productora o estudio de producción) es una empresa que proporciona la base técnica, artística y logística para la creación de contenidos en los ámbitos del cine, la  televisión, la radio, el vídeo, y cada vez más, en el entorno digital como redes sociales, plataformas de streaming o campañas publicitarias online.
Su rol no se limita únicamente a la ejecución técnica, sino que abarca la dirección creativa, la estrategia comunicacional, el diseño de experiencias visuales y el desarrollo narrativo a través de formatos audiovisuales.

## Función
La función principal de una productora audiovisual es gestionar integralmente el proceso de creación de contenidos. Esto incluye:
- Desarrollo de ideas y guiones
- Planificación y presupuestación de proyectos
- Producción técnica (grabación, iluminación, sonido)
- Dirección artística y visual
- Postproducción (edición, efectos visuales, colorimetría, sonido)
- Distribución y adaptación de contenidos a distintos canales o plataformas
- Marketing visual y acompañamiento creativo en campañas de comunicación

Muchas productoras modernas también trabajan estrechamente con marcas, startups o agencias de marketing para crear contenidos orientados a objetivos de negocio, como posicionamiento de marca, comunicación interna, educación de clientes o generación de comunidad.
La compañía productora puede ser directamente responsable del dinero para la producción o puede lograrlo a través de una compañía matriz, socio o inversionista privado. Maneja la presupuestación, programación, guion, el suministro con talento y recursos, la organización del personal, la producción en sí, la posproducción, la distribución y el marketing.
Las compañías de producción normalmente pertenecen o están bajo contrato con un conglomerado de medios de comunicación, un estudio cinematográfico o una compañía de entretenimiento, quienes actúan como socios de la compañía de producción. Esto se ha conocido como el "sistema de estudio". También pueden ser dominantes (Mainstream), independientes (como Lucasfilm en sus inicios) o completamente independientes (como Lionsgate). En el caso de la televisión, una productora serviría en una cadena de televisión. Las productoras pueden trabajar juntas en coproducciones. 

## Evolución y nuevos formatos
Con la expansión de los medios digitales, el trabajo de las productoras ha evolucionado hacia formatos más breves, ágiles y multiplataforma. Además del cine y la televisión, actualmente se producen: 
- Videos corporativos e institucionales
- Campañas publicitarias audiovisuales
- Reels y contenidos breves para redes sociales
- Videos educativos o formativos
- Contenido en motion graphics y animaciones 2D/3D
- Documentales de marca y storytelling visual
- Videos para eventos en vivo y cobertura audiovisual

Esta diversificación ha convertido a muchas productoras en aliadas estratégicas de empresas que buscan elevar la calidad de sus comunicaciones visuales y construir conexiones emocionales con sus audiencias.

## Tipos
Las empresas de entretenimiento operan como mini conglomerados, operando muchas divisiones o subsidiarias en muchas industrias diferentes. Warner Bros. y Lionsgate Entertainment son dos empresas con esta estructura corporativa. Permite que una sola compañía mantenga el control sobre compañías aparentemente no relacionadas que caen dentro de los rangos de entretenimiento, lo que aumenta y centraliza los ingresos en una sola compañía (ejemplo: una compañía de producción cinematográfica, una compañía de producción de televisión, una compañía de videojuegos y una compañía de cómics son todas propiedad de una sola compañía de entretenimiento). 
Una empresa cinematográfica, como Paramount Pictures, que se especializa "sólo" en películas cinematográficas, sólo está conectada con sus otras industrias homólogas a través de su empresa matriz. En lugar de llevar a cabo una reorganización corporativa, muchas compañías cinematográficas a menudo tienen compañías hermanas con las que colaboran en otras industrias que son subsidiarias propiedad de su empresa matriz y a menudo no participan en la fabricación de productos que no están relacionados con el cine. 
Una compañía de producción puede operar como afiliada (bajo un contrato) o como subsidiaria de una compañía de entretenimiento, compañía cinematográfica, red de televisión o todo, y generalmente son más pequeñas que la compañía con la que están asociadas.

## Operación y utilidad
Una productora es generalmente dirigida por un productor o director, pero también puede ser dirigida por un ejecutivo. En el mundo del entretenimiento, una productora depende en gran medida del talento o de una franquicia de entretenimiento bien conocida para elevar el valor de un proyecto de entretenimiento y atraer a un público más amplio. Esto le da a la industria del entretenimiento una estructura de poder democratizada para asegurar que tanto las compañías como el talento reciban su parte justa de pago y reconocimiento por el trabajo realizado en una producción. 
La industria del entretenimiento se centra en la financiación (inversiones en estudios, inversiones privadas o autoinversiones, ya sea a partir de ganancias de producciones anteriores o de riquezas personales), proyectos (franquicias de guiones y entretenimiento) y talento (actores, directores, guionistas y equipo de producción).
Las productoras son juzgadas y clasificadas en función de la cantidad de fondos que tienen, así como de las producciones que han completado o participado en el pasado. Si una productora tiene una financiación importante, ya sea a través de ganancias, inversores en estudios o inversores privados, y ha hecho o participado en producciones de gran presupuesto en el pasado, se considera que es una gran productora. Estas empresas a menudo trabajan con talentos bien conocidos y caros. Si una productora no tiene mucha financiación y no ha hecho o participado en ninguna producción de gran presupuesto, se la considera una pequeña productora. Estas compañías a menudo trabajan con nuevos talentos. Las pequeñas productoras crecerán hasta convertirse en una gran productora, una filial que pertenece completamente a otra empresa, o seguirán siendo pequeñas.
El éxito de una productora de entretenimiento se centra en los proyectos que produce, el talento que puede adquirir y el rendimiento del talento. El marketing también es un factor importante. Todas las películas, como una tradición, se comercializan a menudo en torno a la imagen y el rendimiento de los actores; con la opción de comercializar el equipo de detrás de bastidores, como los directores y guionistas. 
A diferencia de muchos otros negocios, una productora no depende de un flujo de ingresos continuo, sino que opera con inversiones continuas; esto a menudo requiere una empresa matriz o una entidad privada de inversión corporativa (como ejemplo, Legendary Pictures). Su única fuente de ganancias proviene de las producciones que producen. Debido a que el entretenimiento y los medios de comunicación están actualmente en "alta demanda", una productora puede obtener beneficios si su gestión es capaz de utilizar sus recursos para suministrar al público productos y servicios de buena calidad. Muchas productoras de entretenimiento comercializan sus proyectos de entretenimiento. Un proyecto de entretenimiento puede convertirse en un "éxito único" o en una "franquicia de medios" continua que puede continuar, reiniciar o expandirse a otras industrias hermanas, como la industria de los videojuegos (ejemplos son Star Wars y Star Trek). Los proyectos de entretenimiento pueden ser originales o una adaptación de otra industria.
En raros casos ocasionales, algunos estudios importantes y problemáticos también perderían su personal de distribución y/o comercialización, debido principalmente a la reducción de recursos, y recurrirían a la co-inversión y/o co-distribución de proyectos cinematográficos con estudios más grandes, operando como estudios cinematográficos virtuales de producción exclusiva. Ejemplos notables incluyen el legendario estudio Metro-Goldwyn-Mayer, que, después de muchos años de fracasos de taquilla (principalmente con presupuestos bajos), mala gestión y distribución, y la quiebra, fue reestructurado a finales de 2010 en virtud de la nueva gestión y actualmente se ha llegado a acuerdos con algunos de los seis estudios Big Six (más notablemente el Sony Pictures Motion Picture Group y Warner Bros.); Miramax, que fue reducido por el antiguo propietario Disney en una división más pequeña después de la desinversión de los hermanos Weinstein en 2005 y, después de 17 años bajo la propiedad de Disney, se vendió a un grupo de inversionistas a finales de 2010 que finalmente llegaron a acuerdos para cofinanciar los proyectos del estudio con otras compañías independientes.

## Dotación de personal, fondos y equipo
Debido a que una empresa de producción sólo es operativa cuando se produce una producción y la mayor parte del talento y el equipo humano son trabajadores autónomos, muchas empresas de producción sólo necesitan contratar personal directivo que ayude a supervisar las actividades diarias de la empresa. En algunos casos, una empresa de producción sólo puede ser dirigida por un puñado de personas. Los fondos de la compañía se dedican principalmente a emplear talento, personal y adquirir nuevos equipos de producción actualizados regularmente. Muchas producciones requieren a menudo por lo menos una o dos cámaras y equipos de iluminación para la toma de imágenes en el lugar. Los equipos de producción se alquilan o compran a otra empresa de producción o directamente al fabricante. En la industria del entretenimiento, para asegurar el talento y el equipo de profesionales experimentados, las compañías de producción a menudo se convierten en una empresa signataria de ese talento o "gremio"de miembros del equipo. Al convertirse en una empresa signataria, se compromete a respetar las normas del gremio. Todas las producciones de los gremios de gran presupuesto son exclusivas para los miembros del gremio y no se les permite a los miembros no gremiales participar en estas producciones a menos que estén autorizados por el gremio. Producciones con presupuestos más pequeños pueden usar tanto el talento del gremio como el talento del público. La mayoría de los talentos y la tripulación que trabajan en la industria del entretenimiento son miembros de su gremio de profesiones. La mayoría de las producciones en la industria del entretenimiento son producciones gremiales.

## Producción
Una productora es responsable del desarrollo y filmación de una producción o media broadcast específica. En el entretenimiento, el proceso de producción comienza con el desarrollo de un proyecto específico. Una vez que los guionistas han producido un guion final, la producción entra en la fase de preproducción, la mayoría de las producciones nunca llegan a esta fase por razones de financiación o talento. 
En la preproducción, los actores son contratados y preparados para sus papeles, se contratan a los miembros del equipo, se encuentran los lugares de rodaje, se construyen o adquieren los decorados, y se obtienen los permisos de rodaje adecuados para el rodaje en el lugar. Los actores y el equipo son escogidos a mano por el productor, director y director de casting, quienes a menudo usan colaboradores o personal de referencia para evitar que personas no confiables o no deseadas tengan acceso a una producción específica y comprometan toda la producción a través de filtraciones. Una vez que una producción entra en la fotografía principal, comienza a filmar. 
Las producciones casi nunca se cancelan una vez que llegan a esta fase. Los nombres de código se utilizan a menudo en producciones más grandes durante la filmación para ocultar los lugares de rodaje de la producción por razones de privacidad y seguridad. En muchos casos, el director, los productores y los actores principales son a menudo las únicas personas que tienen acceso a un guion completo o a la mayoría de los guiones. Los actores de apoyo, los actores de fondo y el equipo a menudo nunca reciben una copia completa de un guion específico para evitar filtraciones. Las producciones son a menudo filmadas en estudios seguros, con acceso limitado al público, pero también son filmadas en lugares seguros. Debido a la exposición, cuando se filma en lugares públicos, las grandes producciones suelen emplear la seguridad para garantizar la protección del talento y el equipo que trabaja en una producción específica. 
Una vez finalizado el rodaje, la producción entra en postproducción, que es gestionada por una empresa de postproducción y supervisada por la empresa productora. La edición, la partitura musical, los efectos visuales, la grabación del diálogo y los efectos de sonido se "mezclan" para crear la película final, que se proyecta en la proyección final. La comercialización también se lanza durante esta fase, como la liberación de remolques y carteles. Una vez aprobada la película final, los distribuidores se hacen cargo de ella y la estrenan. 

## Otros detalles
Por razones legales, es común dentro de la industria del entretenimiento que las productoras no acepten materiales no solicitados de ninguna otra compañía, talento o público en general. También es común que los cineastas o productores se conviertan en empresarios y abran sus propias compañías de producción para que puedan tener más control sobre sus carreras y pagar, mientras actúan como una fuerza creativa "interna" y fuerza impulsora de negocios para su compañía, pero continúan trabajando como freelance para otras compañías, si así lo desean. 